# Mary Agnes Donoghue
Pour les articles homonymes, voir Mary, Agnes et Donoghue.
Mary Agnes Donoghue, née dans le Queens à New York, est une scénariste, réalisatrice et productrice américaine.

## Filmographie
| année | film                             | scénariste | réalisatrice | productrice | notes        |
| ----- | -------------------------------- | ---------- | ------------ | ----------- | ------------ |
| 1984  | The Buddy System                 | Oui        |              |             | long métrage |
| 1988  | Beaches                          | Oui        |              |             | long métrage |
| 1991  | Paradise                         | Oui        | Oui          |             | long métrage |
| 1991  | Trahie (Deceived)                | Oui        |              | Oui         | long métrage |
| 2002  | White Oleander                   | Oui        |              |             | long métrage |
| 2003  | Veronica Guerin                  | Oui        |              |             | long métrage |
| 2015  | Marions-nous ! (Jenny's Wedding) | Oui        | Oui          | Oui         | long métrage |